# Macrogynoplax veneranda
Macrogynoplax veneranda är en bäcksländeart som beskrevs av Froehlich 1984. Macrogynoplax veneranda ingår i släktet Macrogynoplax och familjen jättebäcksländor. Inga underarter finns listade i Catalogue of Life.